# Cratere Tünde
Tünde  è un cratere sulla superficie di Venere.